# Shake Your Body (Down to the Ground)

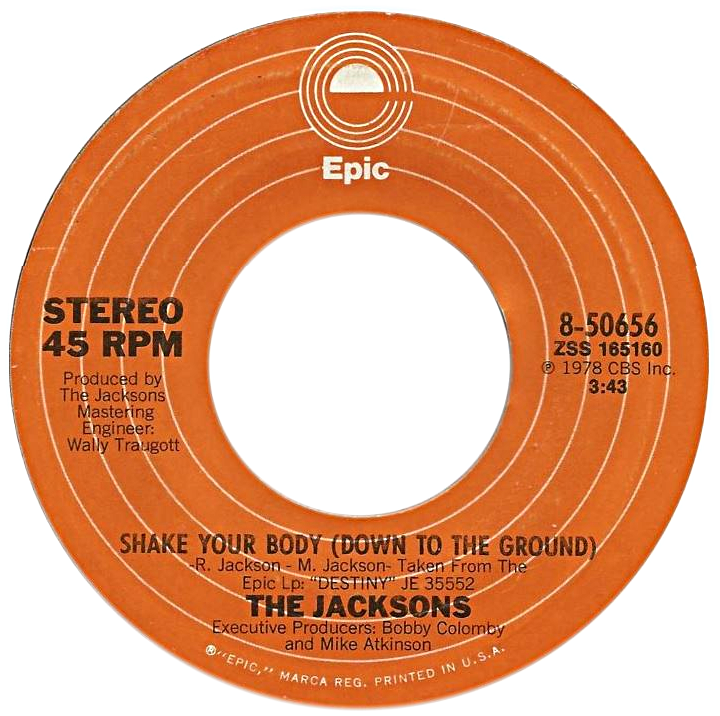
Vorderseite der amerikanischen Grammophonscheibe

Shake Your Body (Down to the Ground), veröffentlicht am 9. Dezember 1978, ist eine Hit-Single der Jacksons auf dem Label CBS/Epic Records. Der Song ist auf dem Album Destiny zu finden.
Die erfolgreichste Nummer aus der Disco- bzw. Funk-Ära für Epic, Shake Your Body (die Demo hieß Shake a Body), wurde von den Jackson-Brüdern produziert. Geschrieben wurde der Song von Michael Jackson und Randy Jackson, wobei Michael die Lead Vocals sang. Als B-Seite der 7" Single wurde That's What You Get (for Being Polite) gewählt.

## Erfolge
Veröffentlicht wurde der Song als eine verkürzte Version mit einer Länge von drei Minuten und fünfundvierzig Sekunden, wobei die Original-Version aus dem Album Destiny eine Länge von acht Minuten aufweist. Die Single belegte Position sieben in den Billboard Hot 100 und Rang drei in den Billboard R&B Singles chart. 
Die daraufhin veröffentlichte 12" Disco Remix Single beinhaltete eine fokussierte Schlagzeug- und Rhythmus-Version und ein Glissando erzeugt durch einen neuen Synthesizer. Shake Your Body wurde mehr als zwei Millionen Mal verkauft, wodurch der Song zweifach Platin in den USA erhielt.

## Live
Der Titel wurde während einer Performance zu Michael Jacksons 30-jährigem Bühnenjubiläum im September 2001 im Madison Square Garden von den Jacksons gespielt. Damit war dies der letzte Song, den die Jacksons zusammen gespielt hatten.

## Kommerzieller Erfolg

### Chartplatzierungen
| ChartsChartplatzierungen       | Höchstplatzierung | Wochen |
| ------------------------------ | ----------------- | ------ |
| Vereinigte Staaten (Billboard) | 7 (22 Wo.)        | 22     |
| Vereinigtes Königreich (OCC)   | 4 (12 Wo.)        | 12     |

| ChartsJahrescharts (1979)      | Platzierung |
| ------------------------------ | ----------- |
| Vereinigte Staaten (Billboard) | 25          |

### Auszeichnungen für Musikverkäufe
| Land/Region                  | Auszeichnungen für Musikverkäufe (Land/Region, Auszeichnung, Verkäufe) | Verkäufe  |
| ---------------------------- | ---------------------------------------------------------------------- | --------- |
| Kanada (MC)                  | Gold                                                                   | 75.000    |
| Vereinigte Staaten (RIAA)    | Platin                                                                 | 2.000.000 |
| Vereinigtes Königreich (BPI) | Silber                                                                 | 250.000   |
| Insgesamt                    | 1× Silber · 1× Gold · 1× Platin ·                                      | 2.325.000 |

Hauptartikel: Michael Jackson/Auszeichnungen für Musikverkäufe

## Coverversionen
Das Lied wurde im Jahre 2000 von Shaggy gesampelt für seine Single namens Dance & Shout.
Ebenfalls gesampelt wurde es von Rob Base and DJ E-Z Rock in deren Song Get On The Dancefloor.